# Alcohol en verkeer

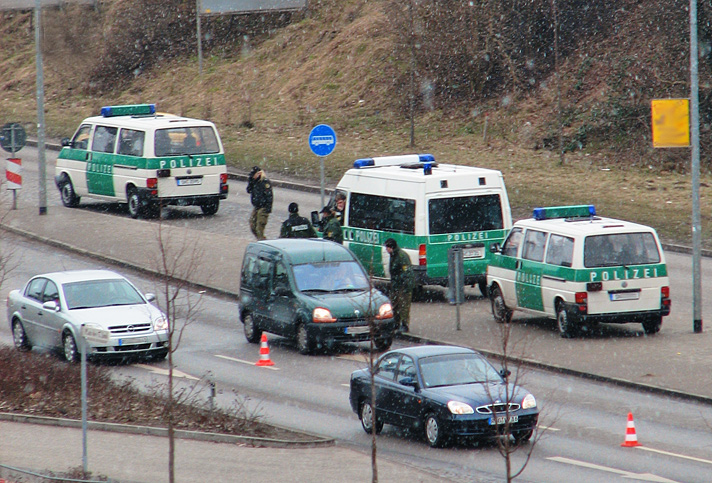
Alcoholcontrole in Duitsland

Verkeersdeelname onder invloed van alcohol veroorzaakt wereldwijd naar schatting jaarlijks honderdduizenden ongelukken. Het alcoholmisbruik in het verkeer wordt door de overheid bestreden door het straffen van verkeersdeelnemers met te veel alcohol in hun bloed en het voeren van voorlichtingscampagnes. Met name wanneer men een motorvoertuig bestuurt is alcoholgebruik uiterst riskant. Met een motorvoertuig kan immers veel meer schade worden veroorzaakt dan bijvoorbeeld als fietser of voetganger. Maar ook fietsen of lopen in het openbaar is af te raden na (overmatig) alcoholgebruik en al dan niet verboden.
Het alcoholgehalte in ademlucht wordt uitgedrukt in microgram alcohol per liter lucht (µg/l). De hoeveelheid alcohol kan door de politie worden gemeten door middel van een ademtest. Het alcoholgehalte in het bloed kan ook gemeten worden. Dit wordt uitgedrukt als promillage (‰, gram alcohol per liter bloed).

## De effecten van alcohol
Alcohol heeft nadelige invloed op het rijgedrag door de volgende effecten:
- Vertraagde reactiesnelheid;
- Verslechtering van de motoriek, die slingerbewegingen veroorzaakt;
- Correctie van slingerbewegingen ten gevolge van verslechtering van de motoriek heeft eveneens een nadelige invloed op de reactiesnelheid;
- Versmalling van het blikveld (kokervisus), waardoor men niet meer ziet wat er naast de auto gebeurt;
- Verslechtering van kleurwaarneming;
- Verslechtering van het beoordelingsvermogen (zelfoverschatting). Hierdoor gaat men zich in het verkeer roekelozer gedragen en denkt men ook met alcohol op "nog best te kunnen rijden";
- Sufheid en slaperigheid.

De mate waarin deze verschijnselen optreden verschilt per persoon, en is onder andere afhankelijk van de conditie, etniciteit, en de hoeveelheid alcohol die men heeft gebruikt. Sommige Aziaten, oudere mensen en vrouwen zijn gevoeliger voor alcohol; alcoholisten en zwaardere mensen weer minder. Daar staat tegenover dat een alcoholist en/of zwaarder persoon vaak meer zal drinken. In het algemeen kan men stellen dat de effecten al bij een enkel glas merkbaar worden, en dat na twee glazen de kans op een ongeluk significant toeneemt. Medicatie en/of drugs kunnen het effect van alcohol versterken, bijvoorbeeld de veel voorgeschreven benzodiazepinen, maar ook sterke analgetica als morfine en allerlei medicijnen met de gele sticker. Ook zonder alcohol kan dit al invloed op deelname in het verkeer hebben.

## Afbraak van alcohol
De lever breekt alcohol af in een tempo van ongeveer 1 a 1,5 uur per glas. Deze snelheid is afhankelijk van onder andere de leeftijd en de ervaring met alcohol. Dit tempo kan niet worden beïnvloed door koffie te drinken, wat te eten of een wandeling in de buitenlucht te maken.
Bij grotere hoeveelheden alcohol kan het een volle dag duren voor alle alcohol uit het bloed verdwenen is. Het is dus mogelijk dat iemand die veel gedronken heeft, ook de volgende dag nog niet in staat zal zijn om te rijden. De hoeveelheid alcohol die dan nog meetbaar is, wordt restalcohol genoemd.

## Wetgeving

Maximaal toegestaan promillage alcohol in het bloed in Europa

In de meeste landen is alcohol in het verkeer strikt gelimiteerd, of soms zelfs geheel verboden.

### Nederland
In de Nederlandse Wegenverkeerswet is de grens (maximaal toegestane hoeveelheid) bepaald op een alcoholgehalte van 220 µg/l in de adem of 0,5 g/l alcohol in het bloed (artikel 8, lid 2 van de Wegenverkeerswet). In lid 3 is voor een ‘beginnend bestuurder’ een grens van 88 µg/l, respectievelijk 0,2 g/l opgenomen.
Rijden onder invloed wordt aangemerkt als misdrijf. De straffen voor rijden onder invloed zijn afhankelijk van de mate van overtreding en of er sprake is van recidive. Deze omvatten onder meer boetes, invordering van het rijbewijs (bij meer dan 575 µg/l voor gevorderde bestuurders en bij 350 µg/l voor beginnende bestuurders), ontzegging van de rijbevoegdheid, verplichte deelname aan een cursus op eigen kosten, en voor de zwaarste overtreders al dan niet voorwaardelijke gevangenisstraf. Controle vindt steekproefsgewijs plaats door de politie via verkeersfuiken, maar ook als daartoe aanleiding is, bijvoorbeeld na een ongeval ('botsen is blazen'). Wie zonder reden deelname aan een alcoholcontrole weigert, pleegt daarmee eveneens een strafbaar feit. Hiervoor wordt ter plaatse een proces-verbaal uitgeschreven. Wanneer de blaastest aantoont dat te veel is gedronken wordt een tweede test op het politiebureau uitgevoerd waarmee het exacte alcoholgehalte van de adem kan worden bepaald. Toont deze een hoger alcoholgehalte in de adem dan 220 µg/l aan, dan wordt de straf aan de hand van het gemeten alcoholgehalte bepaald. Verder kan een tijdelijk rijverbod opgelegd worden.
Deze waarden voor het alcoholgehalte in adem of bloed gelden voor alle bestuurders, dus ook voor fietsers. Het rijbewijs van een fietser kan echter niet worden ingevorderd. Voor voetgangers geldt een hogere waarde, men spreekt dan van openbare dronkenschap.

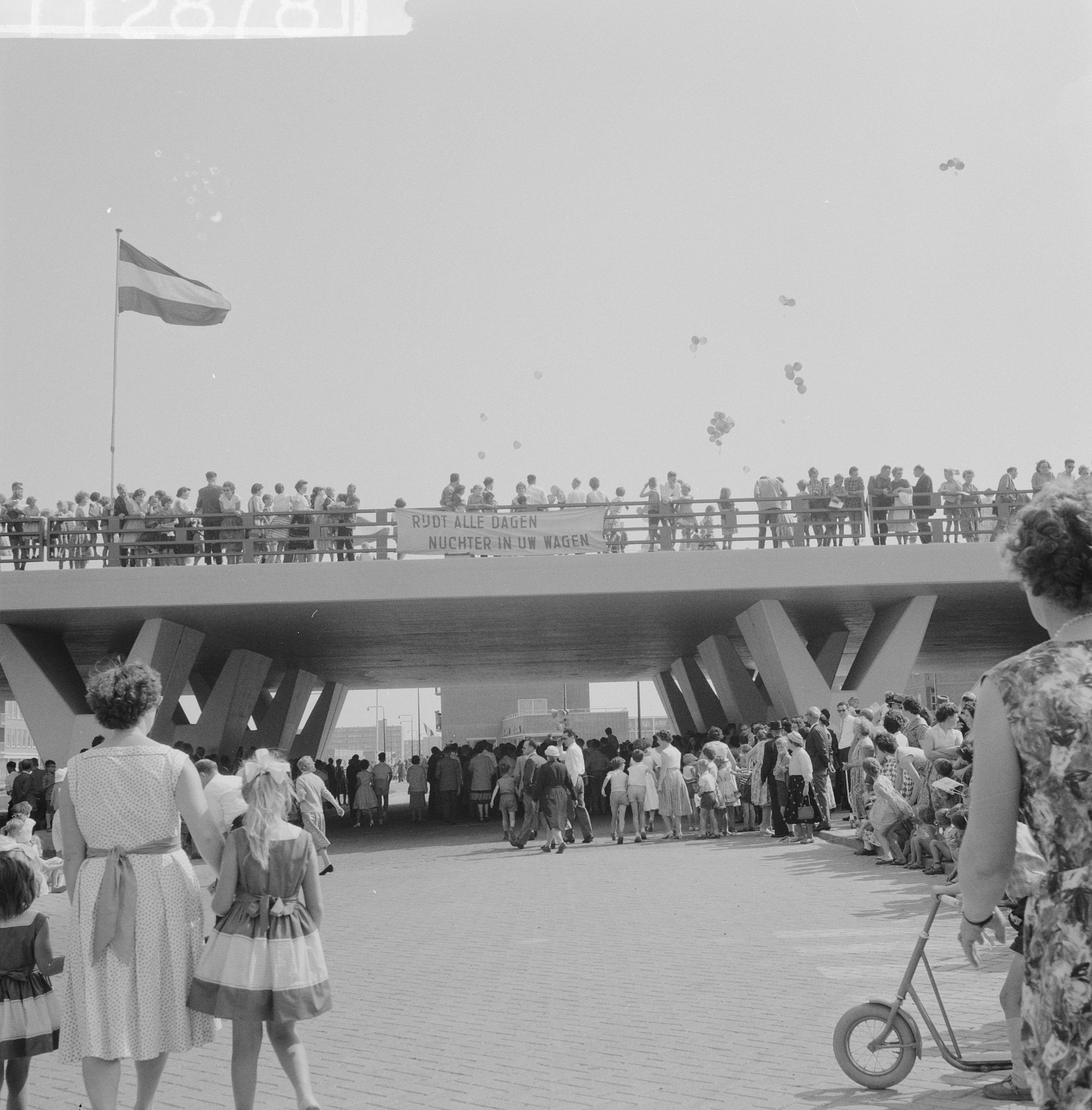
Opening brug 705 in Amsterdam in 1960 met spandoek met leus

In 1960 was er de campagne Rijdt alle dagen nuchter in uw wagen en in 1965 Glaasje op? Laat je rijden! In 1974 werden het blaaspijpje en de bloedproef ingevoerd. Sinds 2006 geldt voor beginnende autobestuurders een maximaal toegestaan alcoholpercentage van 0,2 promille.

### België
Vaste rechtspraak spreekt van een 'staat van dronkenschap' wanneer men geen permanente/blijvende controle heeft over zijn daden, zonder dat vereist is dat men het bewustzijn heeft verloren.
In België maakt men een onderscheid tussen alcoholintoxicatie en de staat van dronkenschap. Waar alcoholintoxicatie objectief wordt gemeten door te kijken naar het alcoholgehalte in adem of bloed, wordt dronkenschap subjectief beoordeeld (de chauffeur kan bijvoorbeeld niet op een rechte lijn lopen). Beide vormen zijn strafbaar.

#### Geschiedenis
Dronkenschap aan het stuur werd strafbaar in 1939. Wettelijk was er geen promillegrens en geen objectieve methode om dronkenschap vast te stellen. In de praktijk werden bloedproeven afgenomen en gold 1,5 promille als dronkenschap. In 1958 werd dit de wettelijke alcoholgrens en werd de bloedproef verplicht. Onder die grens kon alcoholintoxicatie nog steeds een inbreuk vormen op de wetsartikelen inzake dronkenschap aan het stuur en algemene stuurvaardigheid. Bij de invoering van het rijbewijs in 1963 werd ook de mogelijkheid van intrekking voorzien bij alcoholmisdrijven. Hoe dan ook waren er niet veel controles. Naar aanleiding van de Ramp van Walfergem voerde België als een van de eerste landen in 1967 het blaaspijpje in als testmethode. De promillagegrens werd in 1975 teruggebracht tot 0,8‰ en in 1994 tot 0,5‰.

#### Heden
In België is de Wet betreffende de Politie over het Wegverkeer van 27 maart 1968 van toepassing. Deze bepaalt het maximaal toegestane alcoholgehalte voor verkeersdeelnemers op 0,5 g/l bloed of 0,22 µg/l per liter uitgeademde alveolaire lucht (UAL). Artikel 34, § 1 beschrijft de alcoholopname tussen de 0,22 µg/l UAL en 0,35 µg/l UAL, artikel 34 § 2 1º beschrijft de alcoholopname boven de µg/l UAL. Als het resultaat van de ademanalyse meer dan 0,65 µg/l UAL bedraagt, wordt het rijbewijs onmiddellijk ingetrokken voor de duur van 15 dagen. Tot deze intrekking wordt besloten door de parketmagistraat. De bestraffing is net als in Nederland afhankelijk van de mate van overtreding en van de vraag of de overtreder in wettelijke herhaling valt of niet. De boetes in België hangen van het toegepaste artikel af. Voor overtreding (= een misdrijf) van art. 34 § 1 betreft dit een onmiddellijke inning van 135 euro, of in combinatie met andere inbreuken, een geldboete van 25 tot 500 euro (steeds ×8). Voor art. 34 §2 1º betreft dit een geldboete van 200 tot 2000 euro (steeds ×8).
De wet van 27 maart 1968 art. 35. bepaalt tevens een bestraffing voor iemand die een voertuig in staat van dronkenschap bestuurt. Het gaat om een geldboete vanaf 200 tot 2000 euro en een rijverbod van minimaal 1 maand tot 5 jaar of voorgoed.
In België is het weigeren van een ademtest of analyse strafbaar. Het weigeren van een bloedproef is mogelijk met een geldige (medische) reden. De politie kan alcoholopname controleren via georganiseerde alcoholcontroles. Deze controles zijn over het algemeen atypisch (niet selectief), maar kunnen typisch worden gehouden, als de Officier Bestuurlijke Politie en parketmagistraat daarin toestemmen. Elke politieambtenaar is bevoegd om inbreuken betreffende de alcoholopname vast te stellen en kan dit op elk tijdstip controleren, zonder de overtreder een reden te moeten geven. In België moet elke weggebruiker voldoen aan de wettelijke voorschriften, dit gaat van een automobilist tot voetganger (indien deze laatste betrokken is bij een verkeersongeval).
De rechter die over de inbreuk en de bestraffing oordeelt, kan bijzondere maatregelen toevoegen aan de geldboete. Dit kan over een verval van recht tot sturen gaan, maar ook over een gevangenisstraf of verplichte medische/fysieke of psychische testen alvorens een voertuig te mogen besturen. Sedert 1 juli 2018 kan de rechter ook een alcoholslot in de wagen verplichten. Sinds 9 augustus 2018 kan de rechter het herstelexamen dan weer beperken tot de categorie van de wagen van de overtreding.

## Bob-campagne
De Bob-campagne werd oorspronkelijk in 1995 door het Belgisch Instituut voor de Verkeersveiligheid (BIVV) - inmiddels het Vias institute - gelanceerd in België. Vanaf 2001 namen andere landen binnen de EU de campagne over, waaronder ook Nederland. Hier werd in 2001 de eerste campagne naar buiten gebracht door de Rijksoverheid.
Het doel van de Bob-campagne is de bewustwording van de risico's van rijden onder invloed van alcohol te vergroten en uiteindelijk het aantal bestuurders onder invloed van alcohol te verminderen. Daarnaast moet de campagne ertoe leiden dat mensen vóór hun eerste drankje al beslissen wie er binnen een groep ‘de Bob’ is. Ook pleit de campagne voor bewustwording van de optie om geen alcohol te drinken wanneer men met de auto reist.
Hoewel veel mensen denken dat ‘Bob’ staat voor ‘Bewust onbeschonken bestuurder’, is Bob officieel geen afkorting.

### Geschiedenis
Door de jaren heen zijn er verschillende variaties op de Bob campagne geïntroduceerd. De campagnes worden op verschillende manieren aan de Nederlandse bevolking zichtbaar gemaakt, onder andere op sociale media en door middel van attentieborden op verschillende plaatsen langs de weg.
In 2001 werd de campagne ‘Bob jij of Bob ik?’ gestart. Dit was de eerste campagne die bewustwording bepleitte onder automobilisten.

In 2015 werd de slogan ‘Ben je Bob, zeg het hardop!’ geïntroduceerd. Hiervan was het voornaamste doel om ook de alleen-rijder aan te spreken, in plaats van enkel mensen die in groepen reizen.

In 2019 startten de slogans met ‘Bob, ook als je…’, dit is de meest recente campagne die uitgebracht is.
De Bob-campagne valt onder de koepel ‘Kom veilig thuis’ van het Ministerie van Infrastructuur en Waterstaat, waaronder naast de Bob-campagne ook de campagne Mono en snelheids- en fietsverlichtingscampagnes toebehoren.
| Bob-campagnes                     | Variaties                                       | Jaartal van publicatie             |
| --------------------------------- | ----------------------------------------------- | ---------------------------------- |
| Bob jij of Bob ik?                |                                                 | - 2001                             |
| Bob, daar kun je mee thuis komen. | - Verjaardag - Bobslee                          | - 2005 - 2008                      |
| Ben je Bob, zeg het hardop!       | - Jos - Voetbal - Cafe - Oma - Poker            | - 2018 - 2018 - 2018 - 2018 - 2018 |
| Bob, ook als je...                | - een terrasje pakt. - naar een tuinfeest gaat. | - 2019 - 2019                      |

## Alcoholcontroles
Er komen steeds meer waarschuwingswebsites die alcoholcontroles vermelden. Meldingen worden net als bij flitscontroles aangedragen door gebruikers en verspreid via e-mail, sms en Twitter. Enkele politici hebben aangegeven dat ze dergelijke websites het liefst verboden zien.